# La Maison natale
La Maison natale (The Birthplace) est une longue nouvelle humoristique d'Henry James, publiée dans le recueil The Better Sort en 1903 simultanément chez Methuen, à Londres, et chez Scribner, à New York.

## Résumé
Après des années d’ennui passées au service des abonnés d’une bibliothèque de province, Morris Gedge accepte avec joie un nouvel emploi comme guide de la maison natale, sise à Stratford-upon-Avon, d’un grand écrivain britannique, génie littéraire mort depuis des siècles.
Une fois sur les lieux, Gedge ne tarde pas à déchanter. Dans ses nouvelles fonctions, il est surtout agacé par les commentaires convenus, le discours creux qu’il est contraint de servir aux touristes de passage.  Il cherche bientôt comment enrichir ses propos, mais ne parvient qu’à susciter l’incompréhension et à paraître confus.  Cela ne plaît ni à sa femme ni aux propriétaires de la maison qui s’impatientent. Il décide donc de changer d’attitude. Il se lance avec aplomb dans l’évocation du quotidien du grand écrivain pendant son enfance, sujet sur lequel il ne sait rien, mais habile subterfuge qui lui permet de débiter clichés et sottises en tout genre.  Les touristes sont ravis. Leur affluence augmente. Le guide reçoit un bonus.

## Traductions françaises
- La Maison natale, traduit par Louise Servicen, Paris, Les Lettres nouvelles, 1972 ; réédition avec d’autres nouvelles, Paris, Gallimard, coll. « L’Étrangère », 1993 ; réédition dans une traduction révisée de Catherine Maillard, Paris, Gallimard, coll. « Folio bilingue » no 78, 1998 ; réédition de la traduction non révisée, Paris, Gallimard, coll. « L'Imaginaire » no 639, 2013
- La Maison natale, traduit par Jean Pavans, dans Nouvelles complètes, tome IV, Paris, Éditions de la Différence, 2009 ; réédition dans Le Point de vue, et sept autres nouvelles, Paris, La Différence, coll. « Minos », 2012
- La Maison natale, traduit par Anne Battesti, dans Nouvelles complètes, tome IV, Paris, Gallimard, coll. « Bibliothèque de la Pléiade », 2011

## Sources
- Tales of Henry James: The Texts of the Tales, the Author on His Craft, Criticism sous la direction de Christof Wegelin et Henry Wonham (New York: W.W. Norton & Company, 2003)  (ISBN 0-393-97710-2)
- The Tales of Henry James par Edward Wagenknecht (New York: Frederick Ungar Publishing Co., 1984)  (ISBN 0-8044-2957-X)